# Penates

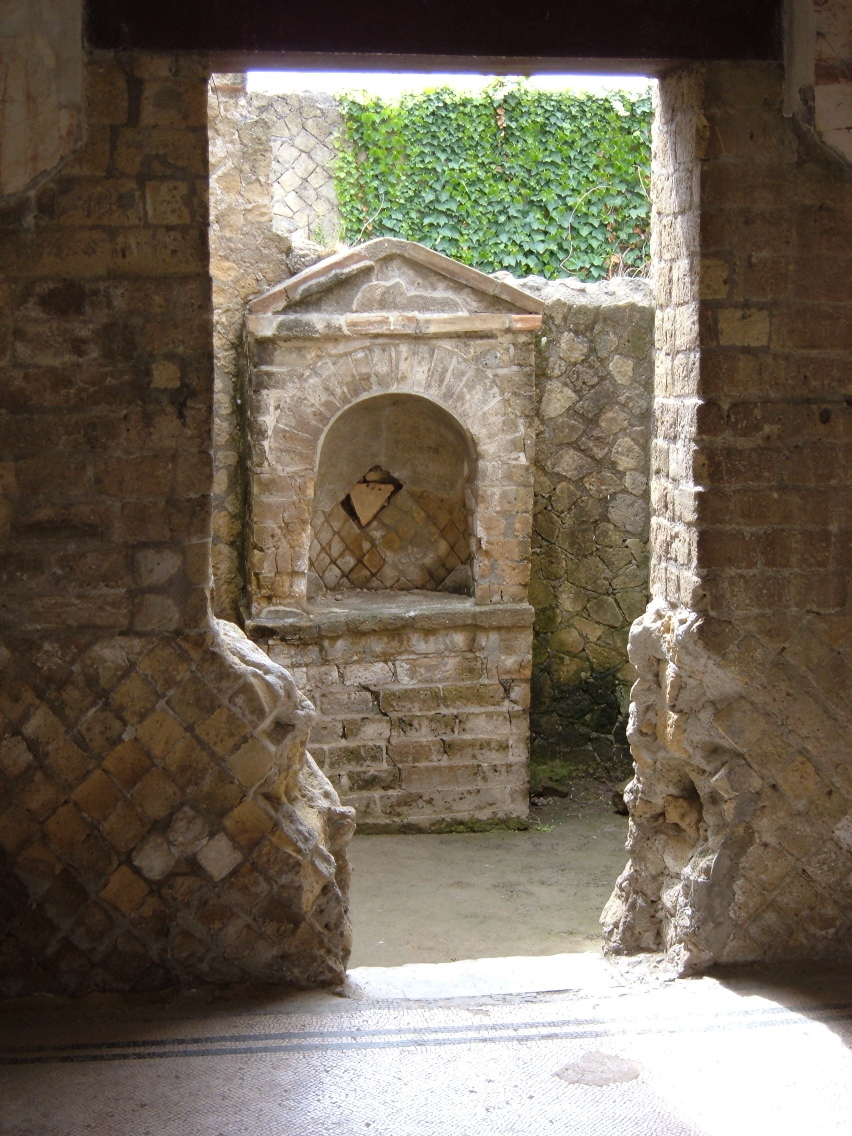
Altar de Penates en las ruinas de Herculano.

Di penates o en forma abreviada penates eran, en la mitología romana, originalmente genios protectores del almacén del hogar. Posteriormente, se convierten en dioses de los hogares brindando protección a toda la casa (penates familiares o menores), existiendo también los protectores del Estado (penates públicos o mayores). Estaban emparentados con los lares, los genios y las larvae. Los penates son mencionados por Propercio.
El nombre se deriva de penus, la despensa o almacén de la casa. Se encargaron, inicialmente, de proteger las despensas, para luego extenderse a toda la casa. Se les ofrendaba una parte de la comida diaria, que debía ser colocada en el corazón de la figura que los representaba.
Los magistrados de la ciudad prestaban juramento ante los Penates públicos. Algunas veces los Penates eran representados como un par de jóvenes. En la colina Velia en Roma existía un templo dedicado a ellos.